# Bornum (Hannover)
Bornum ([bɔɐ̯nʊm] ) ist ein Stadtteil von Hannover und gehört dort zum Stadtbezirk Ricklingen.

## Lage und Allgemeines
Bornum liegt im Südwesten der Stadt. Es grenzt an folgende andere Stadtteile: Im Westen und Norden an Badenstedt, im Nordosten an Linden-Süd, im Osten an Ricklingen, im Südosten nur über einen Kreuzungspunkt an Oberricklingen, im Süden an den Mühlenberg. Im Südwesten bildet Bornum auf etwa 200 m Länge zum Ronnenberger Stadtteil Empelde hin die Außengrenze Hannovers. Trotzdem hat Bornum eine vergleichsweise recht zentrale Lage; die Entfernung in die Innenstadt beträgt rund vier Kilometer. Durch Bornum verläuft die Ein- und Ausfallstraße des südwestlichen Hannover, die Bornumer Straße, die diesen Namen kurioserweise zu beiden Seiten Bornums und auf dem eigenen Gebiet trägt. Von der Fläche her handelt es sich um den viertkleinsten Stadtteil, von der Einwohnerzahl her nach Wülferode um den zweitkleinsten (die beiden „Halbstadtteile“ Brink-Hafen und Nordhafen ausgeklammert). In Bornum lebten Ende 2022 1.426 Menschen, davon 727 weiblichen und 699 männlichen Geschlechts.

## Geschichte

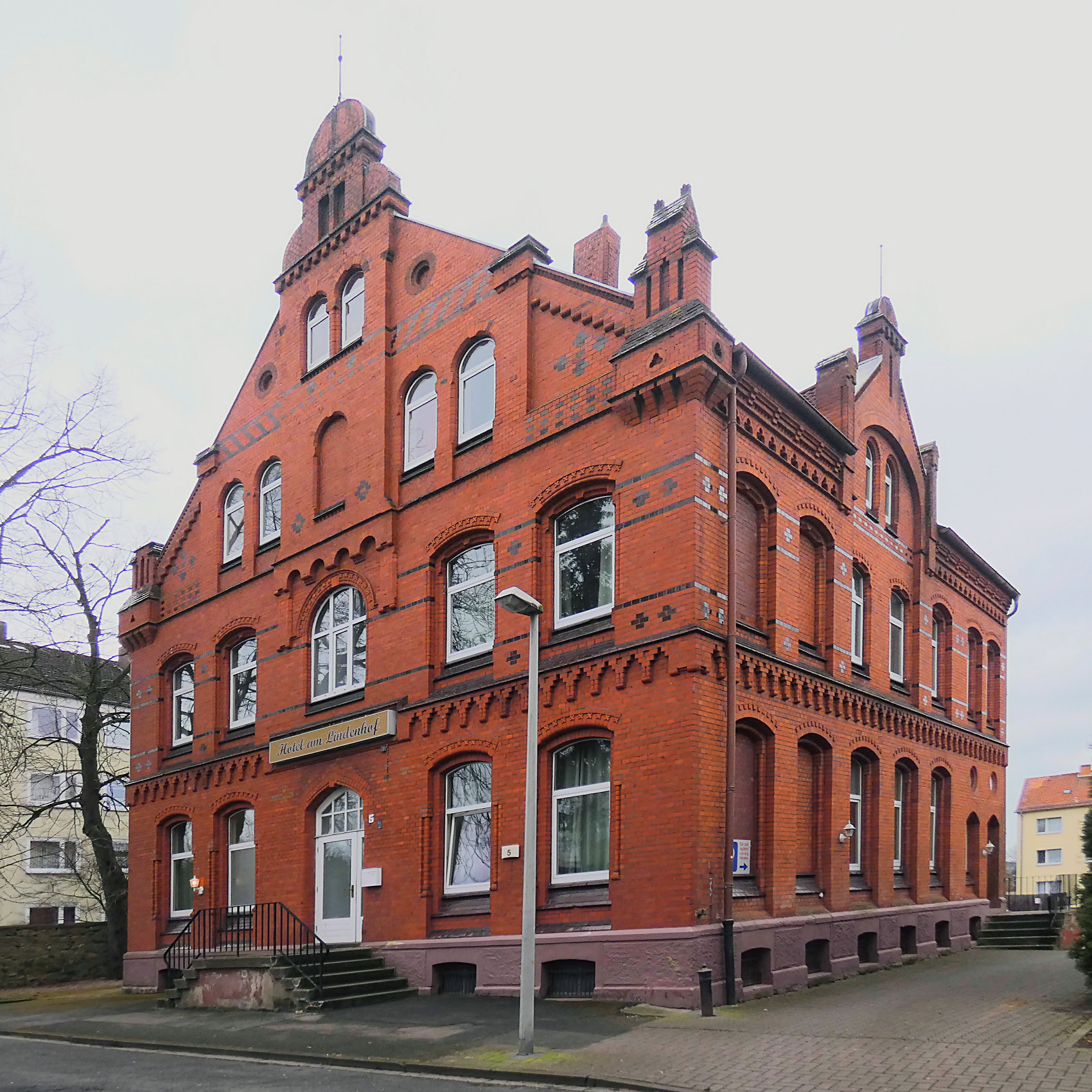
Das „Hotel am Lindenhof“

Der sprachlich typisch niederdeutsche Ortsname setzt sich aus „Born“ (= Brunnen, Quelle) und „Heim“ zusammen. Aus dem Jahr 1130 datiert die frühest bekannte urkundliche Erwähnung. Nahezu das gesamte Mittelalter hindurch umfasste der Ort 13 bis 14 Hofstellen.
In der 1899 erschienenen Publikation Die Kunstdenkmäler der Provinz Hannover wird eine kleine, rechteckige Fachwerkkapelle auf hohem Steinsockel beschrieben, sie sei ohne Kunstwert. Eine nicht mehr in Gebrauch befindliche Glocke mit einem Durchmesser von 35 Zentimetern werde dort aufbewahrt. Sie trage am Halse zwischen zwei Schnüren eine einzeilige Minuskelininschrift, in der das Jahr der Anfertigung 1452 und der lateinische Spruch „O rex gloria veni cum pace“ stehe. Wilhelm Mithoff erwähnt die Kapelle im Band Fürstenthum Calenberg seines Werkes von 1871 Kunstdenkmale und Alterthümer im Hannoverschen nicht. Die Kapelle wurde 1971 abgerissen. Die in den folgenden Jahren genutzte neugebaute Petrus- und Pauluskirche wurde 2003 wieder abgerissen.
Bornum lag als Haufendorf an der Straße von Empelde nach Linden. Die 1782 ausgebaute Mindener Chaussee durchquerte den Ort in Ost-West-Richtung. Nach Westen und Norden wird Bornum durch die 1872 fertiggestellte Bahnstrecke Hannover–Altenbeken sowie die Güterumgehungsbahn Hannover begrenzt. Auch die weiter nördlich gelegene Fläche zählte einst zu Bornum, wovon heute noch das Waldstück Bornumer Holz und eine gleichnamige Kleingartenkolonie zeugen, die nunmehr zu Badenstedt gehören. Bei Entstehung der Siedlung Körtingsdorf lag sogar diese in Bornum. 1909 wurde Bornum in die damalige Stadt Linden eingemeindet. 1920 kam Bornum als Teil Lindens mit zu Hannover. Angesichts dieser nördlich gerichteten Orientierung erscheint die heutige Zusammenfassung mit südlicheren Stadtteilen zum Stadtbezirk Ricklingen ahistorisch.
Zur Zeit des Nationalsozialismus mieteten Karl Nasemann und sein Freund Oskar Rödiger 1934 jeweils eine Etage in dem alten Bauernhof Nummer 18, der noch keinen Anschluss an das Stromnetz hatte. Mit Batterien betrieben die beiden ein Radio, mit dem sie heimlich die baldigen „Feindsender“ hören konnten.
Erst 1953 wurden Straßennamen eingeführt; vorher gab es nur Hausnummern. Das einzige nennenswerte geschichtsträchtige Gebäude ist der Lindenhof, eine traditionsreiche Restaurations-, Beherbergungs- und Versammlungsstätte.
In Bornum gibt es zwei  vom Niedersächsischen Landesamt für Denkmalpflege ausgewiesene Baudenkmale, das Wohnhaus An der Feldmark 5 und das Wohnhaus Hudeplan 2.

## Wohngebiet
Bornum besteht aus zwei grundverschiedenen Hälften. Mit einigem Abstand westlich der Bornumer Straße liegt das Wohngebiet. Dieses wird nördlich und westlich von Bahnlinien umrahmt, südlich von der Bundesstraße 65 („Bückeburger Allee“). Für den normalen Autoverkehr gibt es sackgassenartig lediglich eine einzige Verbindung über die Straße Im Dorfe zur Bornumer Straße, während Busse – der zwischen dem Mühlenberg und Stöcken verlaufenden Linie 581 – durch einen Tunnel auch eine Durchfahrtsmöglichkeit am Nordrand haben. Aufgrund dieser abgeschotteten Lage ohne ansatzweisen Übergang der Bebauung findet kaum ein Austausch mit den benachbarten Stadtteilen statt. Die eigene Bevölkerungszahl ist für den Betrieb von Geschäften, Vereinen und öffentlichen Einrichtungen allerdings zu gering. Vieles wie Schule, Poststelle, Sparkasse, Kirche, Osterfeuer, Stadtteilfeste gab es zu verschiedenen Zeiten mal, jedoch konnte sich nichts dauerhaft halten.
Lagebedingt verfügt Bornum im Wohngebiet aber über einen der insgesamt elf hannoverschen S-Bahn-Haltepunkte, welcher allerdings vergleichsweise schwach frequentiert wird. 
| Linie | Verlauf | Takt   |
| ----- | --- | ------ |
| S 1   | Minden (Westf) – Bückeburg – Kirchhorsten – Stadthagen – Lindhorst (Schaumb-Lippe) – Haste (Han) – Wunstorf – Dedensen-Gümmer – Seelze – Letter – Hannover-Leinhausen – Hannover-Nordstadt – Hannover Hbf – Hannover Bismarckstraße – Hannover-Linden/Fischerhof – Hannover-Bornum – Empelde – Ronnenberg – Weetzen – Lemmie – Wennigsen (Deister) – Egestorf (Deister) – Kirchdorf (Deister) – Barsinghausen – Winninghausen – Bantorf – Bad Nenndorf – Haste (Han) Stand: Fahrplanwechsel Juni 2022 | 60 min |
| S 2   | Nienburg (Weser) – Linsburg – Hagen (Han) – Eilvese – Neustadt am Rübenberge – Poggenhagen – Wunstorf – Dedensen-Gümmer – Seelze – Letter – Hannover-Leinhausen – Hannover-Nordstadt – Hannover Hbf – Hannover Bismarckstraße – Hannover-Linden/Fischerhof – Hannover-Bornum – Empelde – Ronnenberg – Weetzen – Lemmie – Wennigsen (Deister) – Egestorf (Deister) – Kirchdorf (Deister) – Barsinghausen – Winninghausen – Bantorf – Bad Nenndorf – Haste (Han) Stand: Fahrplanwechsel Juni 2022       | 60 min |

Zu Schule, Sport, Kirche und sonstigen Aktivitäten suchen die Bornumer andere Stadtteile auf, meist Badenstedt oder den Mühlenberg.

## Gewerbegebiet

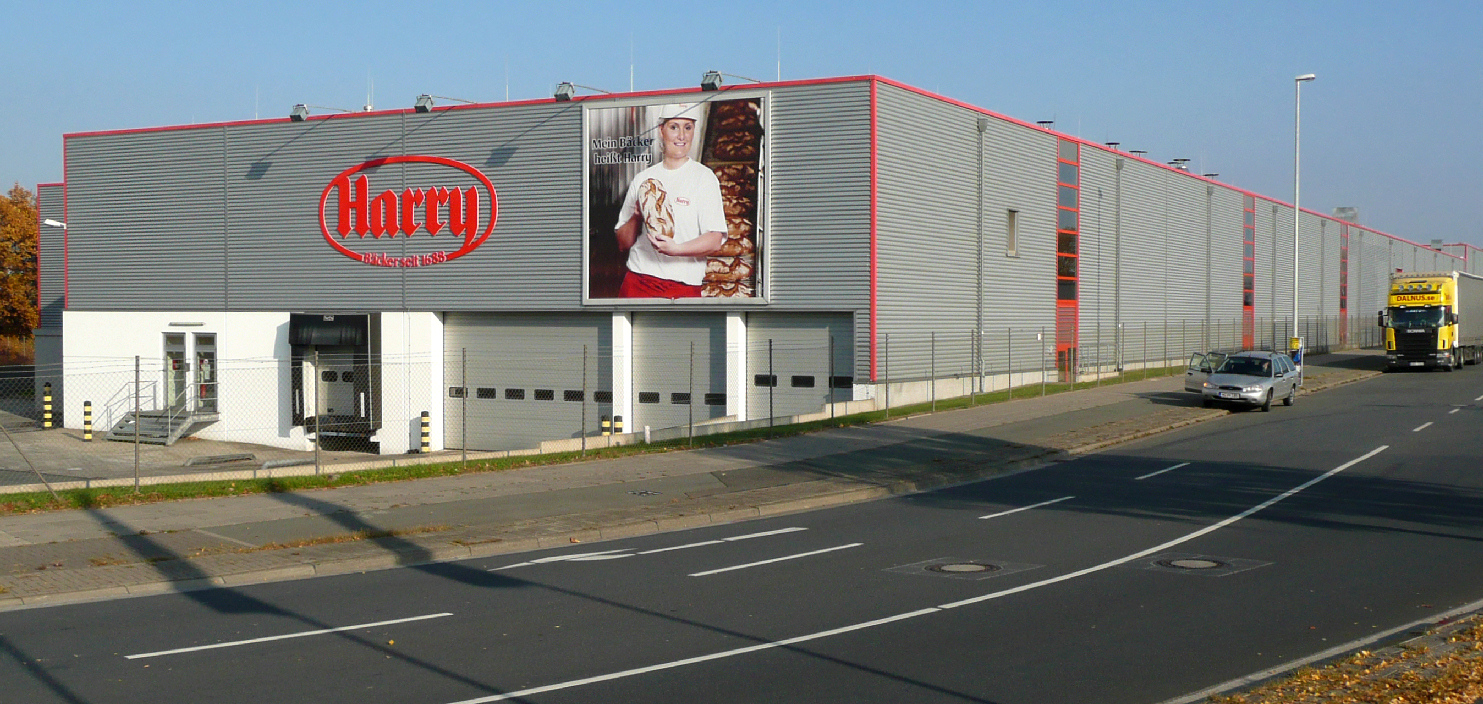
Produktionsstandort Hannover von Harry-Brot im Gewerbegebiet

Entlang der Bornumer Straße und östlich davon hinauf bis zum Scheitelpunkt des Tönniesbergs ist Gewerbe angesiedelt. Hier wiederum sind Institutionen mit Bedeutung für den hannoverschen Südwesten, die ganze Stadt oder noch darüber hinaus enthalten: Der Großmarkt Hannover, die Feuerwache 4 der Berufsfeuerwehr mit einigen Spezialaufgaben und den Freiwilligen Feuerwehren Bornum sowie Ricklingen, eine Fabrik der Firma Harry-Brot, ein Fuhramt, Filialen der Handelsketten Metro und Kaufland, ein bekanntes Schnellrestaurant und ein regelmäßig stattfindender „Antikmarkt“. Seit 2005 hat sich auch das Niedersächsische Staatstheater Hannover, von dem unter anderem die Oper bespielt wird, mit seinem Probe-, Werkstatt- und Lagerzentrum eingerichtet. Die früher auffällige Ansammlung von Baumärkten verschwand hingegen infolge von Neuansiedlungen im benachbarten Linden-Süd.